# Ceanothus fendleri
Ceanothus fendleri là một loài thực vật có hoa trong họ Táo. Loài này được A.Gray mô tả khoa học đầu tiên năm 1849.

## Hình ảnh

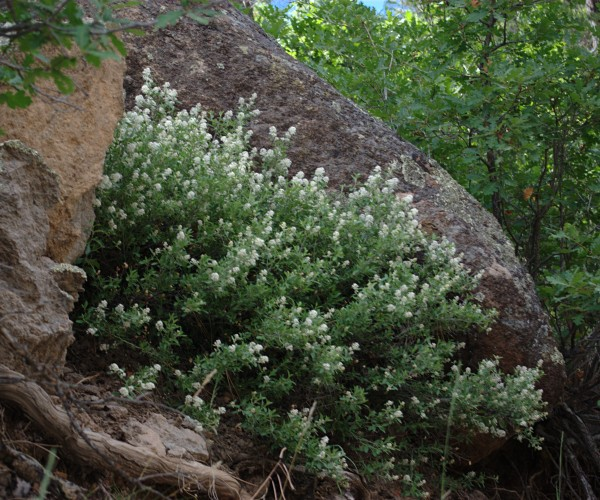
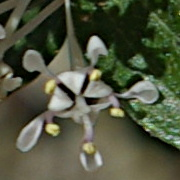